# Euonymus aculeatus
Euonymus aculeatus är en benvedsväxtart som beskrevs av William Botting Hemsley. Euonymus aculeatus ingår i släktet Euonymus och familjen Celastraceae. Inga underarter finns listade.